# Representação gráfica
representação gráfica é a amostra de fenômenos físicos, econômicos, sociais, ou outros de forma ordenada e escrita. Pode também ser uma representação de uma função ou funções através de gráficos curvas ou superfícies. Também são sistemas de coordenadas que podem ser representadas por um conjunto finito de pontos e de segmentos de linhas que unem a pontos distintos.
Dados estatísticos podem ser representados tanto por tabelas e por quadros de distribuição por frequência quanto por gráficos. O uso gráfico para representar uma situação estatística pode muitas vezes expor melhor visualmente do que uma tabela estatística, porém o seu uso deve ser feito com bastante cautela, união.
Existe uma grande diversidade nas formas de representação gráfica e a crescente utilização de softwares específicos favorece a execução dos mesmos. A escolha da forma a ser utilizada está diretamente relacionada com o tipo de dado e o objetivo do gráfico.